# Barion Σ
Barion Σ [barión sígma] pripada skupini barionov, ki jih označujemo z Σ . Sestavljeni so iz kvarka u in d. Tretji kvark je lahko kvark s (dobimo barion {\displaystyle \Sigma \,} ) ali kvark c (dobimo barion {\displaystyle \Sigma _{c}\,} ali barion Σ s čarom) ali kvark b (dobimo barion {\displaystyle \Sigma _{b}\,} ali barion Σ s kvarkom dno) ali kvark t (dobimo barion {\displaystyle \Lambda _{t}\,} ali barion Σ z vrhom).

## Seznam barionov Σ
Barioni Σ nastopajo v dveh skupinah, ki se razlikujeta v spinu. Prva skupina izhaja iz okteta barionov s spinom 1/2, druga pa iz dekupleta, kjer imajo barioni spin 3/2. 
V pregledu niso podani antibarioni (dobimo jih preprosto tako, da vse kvarke spremenimo v antikvarke, naboj dobi nasproten predznak, kvantna števila {\displaystyle B,S,C,B^{\prime },T\,} dobijo nasprotni predznak). 

### Barioni z JP=1⁄2+
| ime delca           | oznaka                                   | kvarki                | mirovna masa (MeV/c2) | I | JP   | q (e) | S  | C  | B' | T  | srednji življenjski čas (s) | razpad               |
| ------------------- | ---------------------------------------- | --------------------- | --------------------- | - | ---- | ----- | -- | -- | -- | -- | --------------------------- | -------------------- |
| sigma (Σ)           | {\displaystyle \Sigma ^{+}\,}            | {\displaystyle uus\,} | 1,189,37 ± 0,07       | 1 | 1/2+ | +1    | −1 | 0  | 0  | 0  | 8,018±0,026.10−11           | p^+ + π0 ali n0 + π+ |
| sigma (Σ)           | {\displaystyle \Sigma ^{0}\,}            | {\displaystyle uds\,} | 1192,642 ± 0,024      | 1 | 1/2+ | 0     | −1 | 0  | 0  | 0  | 7,4±0,7.10-20               | Λ0+ γ                |
| sigma (Σ)           | {\displaystyle \Sigma ^{-}\,}            | {\displaystyle dds\,} | 1197,449 ± 0,030      | 1 | 1/2+ | −1    | −1 | 0  | 0  | 0  | 1479±0,011.10-10            | n0 + π-              |
| sigma (Σ) s čarom   | {\displaystyle \Sigma _{c}^{+}(2455)\,}  | {\displaystyle uuc\,} | 2454,02 ± 0,18        | 1 | 1/2+ | +2    | 0  | +1 | 0  | 0  | 3,0±0,4.10-22 [a]           | Λ+c + π+             |
| sigma (Σ) s čarom   | {\displaystyle \Sigma _{c}^{+}(2455)\,}  | {\displaystyle udc\,} | 2452,9 ± 0,4          | 1 | 1/2+ | +1    | 0  | +1 | 0  | 0  | >1,4.10−22 [a]              | Λ+c + π0             |
| sigma (Σ) s čarom   | {\displaystyle \Sigma _{c}^{0}(2455)\,}  | {\displaystyle ddc\,} | 2453,76 ± 0,18        | 1 | 1/2+ | 0     | 0  | +1 | 0  | 0  | 3,0±0,5.10-22 [a]           | Λ+c + π-             |
| sigma (Σ) z dnom    | {\displaystyle \Sigma _{b}^{+}\,} (?[a]) | {\displaystyle uub\,} | 5,807+3,7 −3,9        | 1 | 1⁄2+ | +1    | 0  | 0  | −1 | 0  | neznana                     | Λ0b + π+ (opaženo)   |
| sigma (Σ) z dnom †  | {\displaystyle \Sigma _{b}^{0}\,} (?[a]) | {\displaystyle udb\,} | neznana               | 1 | 1⁄2+ | 0     | 0  | 0  | −1 | 0  | neznana                     | neznan               |
| sigma (Σ) z dnom    | {\displaystyle \Sigma _{b}^{-}\,} (?[a]) | {\displaystyle ddb\,} | 5815,2 ± 2,7          | 1 | 1⁄2+ | −1    | 0  | 0  | −1 | 0  | neznana                     | Λ0b + π- (opaženo)}  |
| sigma (Σ) z vrhom † | {\displaystyle \Sigma _{t}^{++}\,}       | {\displaystyle uut\,} | —                     | 1 | 1⁄2+ | +2    | 0  | 0  | 0  | +1 | —                           | —                    |
| sigma (Σ) z vrhom † | {\displaystyle \Sigma _{t}^{+}\,}        | {\displaystyle udt\,} | —                     | 1 | 1⁄2+ | +1    | 0  | 0  | 0  | +1 | —                           | —                    |
| sigma (Σ) z vrhom † | {\displaystyle \Sigma _{t}^{0}\,}        | {\displaystyle ddt\,} | —                     | 1 | 1⁄2+ | 0     | 0  | 0  | 0  | +1 | —                           | —                    |

† ^  Delec še ni bil opažen, predvideva ga standardni model. 

[b] ^  Ime še ni določeno, toda bo verjetno podobno kot  za barion Σ (5810).

Opomba za vsa imena: oznaka sigma (Σ) s čarom pomeni, da barion vsebuje tudi kvark c. Podobno so zgrajene ostale oznake.

### Barioni z JP=3⁄2+
| ime delca           | oznaka                                    | kvarki                | mirovna masa (MeV/c2) | I | JP   | q (e) | S  | C  | B' | T  | srednji življenjski čas (s) | razpad                          |
| ------------------- | ----------------------------------------- | --------------------- | --------------------- | - | ---- | ----- | -- | -- | -- | -- | --------------------------- | ------------------------------- |
| sigma               | {\displaystyle \Sigma ^{*+}(1385)\,}      | {\displaystyle uus\,} | 1382,8 ± 0,4          | 1 | 3⁄2+ | +1    | −1 | 0  | 0  | 0  | 1,84±0,04−23                | Λ0 + π+ ali Σ+ + π0 Σ0 + π+     |
| sigma               | {\displaystyle \Sigma ^{*+}(1385)\,}      | {\displaystyle uds\,} | 1383,7 ± 1,0          | 1 | 3⁄2+ | 0     | −1 | 0  | 0  | 0  | 1,8±0,3.10−23               | Λ0 + π0 ali Σ+ + π- ali Σ0 + π0 |
| Sigma               | {\displaystyle \Sigma ^{*-}(1385)\,}      | {\displaystyle dds\,} | 1387,2 ± 0,5          | 1 | 3⁄2+ | −1    | −1 | 0  | 0  | 0  | 1,67±0,09.10−23             | Λ0 + π- ali Σ0 + π- ali Σ- + π0 |
| sigma (Σ) s čarom   | {\displaystyle \Sigma _{c}^{*++}(2520)\,} | {\displaystyle uuc\,} | 2518,4 ± 0,6          | 1 | 3⁄2+ | +2    | 0  | +1 | 0  | 0  | 4,4±0,6.10−23               | Λ+c + π+                        |
| sigma (Σ) s čarom   | {\displaystyle \Sigma _{c}^{*+}(2520)\,}  | {\displaystyle udc\,} | 2517,5 ± 2,3          | 1 | 3⁄2+ | +1    | 0  | +1 | 0  | 0  | 3,9.10−23                   | Λ+c + π0                        |
| sigma (Σ) s čarom   | {\displaystyle \Sigma _{c}^{*0}(2520)\,}  | {\displaystyle ddc\,} | 2518,0 ± 0,5          | 1 | 3⁄2+ | 0     | 0  | +1 | 0  | 0  | 4,1±0,5.10−23               | Λ+c + π-                        |
| sigma (Σ) z dnom †  | {\displaystyle \Sigma _{c}^{*+}\,}        | {\displaystyle uub\,} | neznana               | 1 | 3⁄2+ | +1    | 0  | 0  | −1 | 0  | neznana                     | neznan                          |
| sigma (Σ) z dnom †  | {\displaystyle \Sigma _{b}^{*0}\,}        | {\displaystyle udb\,} | neznana               | 1 | 3⁄2+ | 0     | 0  | 0  | −1 | 0  | neznana                     | neznan                          |
| sigma (Σ) z dnom †  | {\displaystyle \Sigma _{b}^{*-}\,}        | {\displaystyle ddb\,} | neznana               | 1 | 3⁄2+ | −1    | 0  | 0  | −1 | 0  | neznana                     | neznan                          |
| sigma (Σ) z vrhom † | {\displaystyle \Sigma _{b}^{*++}\,}       | {\displaystyle uut\,} | —                     | 1 | 3⁄2+ | +2    | 0  | 0  | 0  | +1 | —                           | —                               |
| sigma (Σ) z vrhom † | {\displaystyle \Sigma _{t}^{*+}\,}        | {\displaystyle udt\,} | —                     | 1 | 3⁄2+ | +1    | 0  | 0  | 0  | +1 | —                           | —                               |
| sigma (Σ) z vrhom † | {\displaystyle \Sigma _{t}^{*0}\,}        | {\displaystyle ddt\,} | —                     | 1 | 3⁄2+ | 0     | 0  | 0  | 0  | +1 | —                           | —                               |

† ^  Delec še ni bil opažen, predvideva ga standardni model. 

Opomba za vsa imena: oznaka sigma (Σ) s čarom pomeni, da barion vsebuje tudi kvark c. Podobno so zgrajene ostale oznake.